# Krzysztof Sokolovski
Trwa dyskusja nad usunięciem tego biogramu, kliknij i weź w niej udział.
Krzysztof Sokolovski (ur. w 1985 r. w Ejszyszkach na Litwie) – artysta wizualny.
Zdobył wyróżnienie za Najlepszy Dyplom ASP w Warszawie „ComingOut 2014” oraz wyróżnienie w konkursie na Najlepszy Dyplom Wyższych Szkół Artystycznych Polski ArtNoble 2014.
Krzysztof Sokolovski jest autorem polichromowanych kognitostrukturalnych wnętrz świeckich i obiektów monumentalnych oraz dwóch kaplic neosakralnych (w Klebarku Wielkim i w Jerozolimie). Kaplica neosakralna powstała na plebanii kościoła pw. Znalezienia Krzyża Świętego w Klebarku Wielkim (powiat olsztyński), gdzie ówcześnie znajdował się kapelanat Związku Polskich Kawalerów Maltańskich. Na przełomie 2016 i 2017 roku Sokolovski zaprojektował i zrealizował kompleksowy wystrój tej niewielkiej kaplicy o wymiarach ok. 3 x 3 x 3 metry kwadratowe. W listopadzie 2017 r. zaprojektował i zrealizował (wraz z Joanną Mazuś) Kaplicę Pokoju w klasztorze Sióstr Salezjanek w Jerozolimie.
Reprezentowany przez Galerię Bohema w Warszawie i Manuel Zoia Gallery w Mediolanie.

## Wystawy indywidualne
- 2022 - „Cognitostructura”, Centrum Giełdowe, Warszawa
- 2022 - „New Icons”, Manuel Zoia Gallery, Mediolan, Włochy
- 2022 - „Melodia bytu” wspólnie z Joanną Mazuś, Galeria 113 na Wydziale Sztuki UJD w Częstochowie
- 2021 - „Sztuka Neosakralna”, Muzeum Opactwa Benedyktynów w Tyńcu, Kraków
- 2021 - „Sztuka Neosakralna”, Galeria ZeDeK, Sochaczew
- 2020 - „LUX”, wystawa wirtualna, Galeria Bohema, Warszawa
- 2020 - „Krzysztof Sokolovski. Neosacral art”, POSK Gallery, Londyn, Wielka Brytania
- 2019 - „Krzysztof Sokolovski. Neosacral art”, Willesden Gallery, Londyn, Wielka Brytania
- 2019 - ArtVerona, prezentacja na targach sztuki, Werona, Włochy
- 2019 - The Others Art Fair,  prezentacja na targach sztuki, Turyn, Włochy
- 2019 - „Krzysztof Sokolovski. Neosacral art”, Muzeum Historische Kring Nieuwegein, Holandia
- 2019 - „Krzysztof Sokolovski. Sztuka neosakralna”, Galeria Sztuki Współczesnej we Włocławku
- 2019 - „Krzysztof Sokolovski. Sztuka neosakralna”, Galeria Bohema, Warszawa
- 2018 - „Neosacral Art”, Karacs Ferenc Múzeum, Püspökladány, Węgry
- 2018 - „Neosacral art”, Muzeum Szarijskie, Bardejov, Słowacja
- 2018 - ArtVerona, Werona, Włochy, prezentacja na targach sztuki
- 2018 - „Sztuka neosakralna”, Galeria KUL, Lublin
- 2018 - „Sztuka neosakralna”, Galeria, Klasztor Kamedułów, Warszawa
- 2018 - „Sztuka neosakralna”, Muzeum Ziemi Mińskiej, Mińsk Mazowiecki
- 2018 - Affordable Art Fair, Mediolan, Włochy, prezentacja indywidualna na targach sztuki
- 2018 - „Sztuka Neosakralna”, Galeria Uniwersytecka w Częstochowie
- 2018 - „Ołtarz neoskarlany”, Galeria Bohema, Warszawa
- 2017 - „Sztuka neosakralna”, Galeria Zielona, Łódź
- 2017 - „Sztuka neosakralna”, Galeria Uniwersytetu Warszawskiego, Warszawa
- 2017 - "Sztuka neosakralna”, Bohema Nowa Sztuka, Warszawa
- 2016 - „Sztuka Neosakralna”, Uniwersytet Warszawski Katedra Filozofii Religii, Warszawa „Sztuka Neosakralna”, Stowarzyszenie SWP, Warszawa
- 2016 - „Sztuka Neosakralna”, Centrum Wystawienniczo-Konferencyjne, Białystok
- 2016 - „Sztuka Neosakralna”, Galeria „Synagoga”, Zamość
- 2016 -„W kręgu sztuki neosakralnej”, Galeria Marszałkowska, Olsztyn
- 2016 - „Sztuka Neosakralna”, Galeria Współczesnej Sztuki Sakralnej „Dom Praczki”, Kielce
- 2015 - „Ikona Relikwiarzowa”, Klub Golf & Country; Sobienie Królewskie
- 2015 - „Sztuka Neosakralna”, Stowarzyszenie Wspólnota Polska, Warszawa
- 2015 - „O prawdzie metafizycznej”, Forum „Od Biblii do korpuskularno – falowej natury światła”, Warszawa
- 2015 - „O Prawdzie Metafizycznej”, Galeria Mazowiecka, Warszawa
- 2014 - „Prezentacja dyplomu”, Dom Polski Ejszyszki, Litwa
- 2013 - Ikona relikwiarzowa I, Stowarzyszenie Wspólnota Polska, Warszawa
- 2013 - Ikona relikwiarzowa II, Galeria ICONart, Lwów, Ukraina[6]

## Udział w ważniejszych wystawach zbiorowych
- 2022 - „50 x 50”, POSK Gallery, Londyn, Wielka Brytania
- 2022 - „11 Narrations”, Atelier Gustave, Paryż, Francja
- 2021 - „Słowo stało się ciałem”, Muzeum Archidiecezji Warszawskiej, Warszawa
- 2020 - „Granice ikony”, Galeria Bohema, Warszawa
- 2020 - „Psalmy”, Muzeum Archidiecezji Warszawskiej, Warszawa
- 2019 - „Men, Women, Conscience”, Manuel Zoia Gallery., Mediolan, Włochy
- 2019 - „Nowa Ikona”, Muzeum Architektury we Wrocławiu
- 2019 - „Nowa Ikona”, Mińsk, Białoruś, galeria Uniwersytet Kultury
- 2019 - „Czas życia - czas śmierci”, Muzeum Archidiecezji Warszawskiej
- 2017 - „Deification of Body”, Muzeum Narodowe Szepystkiego we Lwowie, Ukraina
- 2017 - „Apokalipsa” wystawa poplenerowa Międzynarodowego Pleneru Sztuki Sakralnej w Nowicy, Krynica - Zdrój, Rzeszów, Warszawa, Lwów (Ukraina), Łuck (Ukraina), Mińsk (Białoruś)
- 2016 - „Międzynarodowe Spotkania Artystyczne”, wystawa poplenerowa, Puck „I Pomorskie Biennale Sztuki Młodych”, Sopot
- 2016 - „Kształty ducha”, Galeria Wydziału Matematyki i Informatyki UMK, Toruń
- 2016 - „Diverted Reality” Evelyn E. Jorgenson Gallery, Moberly, Missouri, USA „Revelation 1:17” Spark and Echo Arts, Nowy Jork, USA
- 2016 - „Wystawa Sztuki Sakralnej, Собор Премудрости”, Galeria Soboru Sofijskiego w Kijowie, Ukraina
- 2016 - „Przypowieści”, wystawa poplenerowa Międzynarodowego Pleneru Sztuki Sakralnej w Nowicy, Bielsko-Biała, Krynica, Rzeszów, Warszawa, Lwów (Ukraina), Łuck (Ukraina), Mińsk (Białoruś)
- 2015 - „Ikona Piękno Zanurzone w Tajemnicy”, Galeria w Domu Pracy Twórczej, Powsin
- 2015 - „Wystawa Laureatów ArtNoble 2014”, Galeria Studio, Warszawa
- 2015 - ”Ikony Świąteczne”, Grodno, Mińsk, Białoruś
- 2014 - Wystawa konkursowa „ArtNoble 2014” na Festiwalu „Miasto Gwiazd” w Żyrardowie „Coming Out”, kamienica Edwarda Raczyńskiego, Warszawa

## Działalność ilustratorska
- "Mała anatomia kliniczna" Bogdan Ciszek, Krzysztof Krasucki, Ryszard Aleksandrowicz, wyd. PZWL, 2019
- "Anatomia człowieka Repetytorium Ćwiczenia" Ryszard Aleksandrowicz, Bodan Ciszek, Krzysztof Krasucki, wyd. PZWL, 2017
- „Kalendarz medyczny”, wyd. PZWL, 2014
- „Mały Atlas Anatomiczny”, pod red. prof. med. R. Aleksandrowicza i prof. med. Bogdana Ciszka, wyd. PZWL, 2013